# Test fixture
Une fixture est un morceau de code qui permet de fixer un environnement logiciel pour exécuter des tests logiciels. Cet environnement constant est toujours le même à chaque exécution des tests. Il permet de répéter les tests indéfiniment et d'avoir toujours les mêmes résultats.
Exemples de fixtures :
- Initialiser une base de données avec un jeu de données connues ;
- Vider un disque dur et installer un environnement logiciel propre ;
- Copier des données connues dans des fichiers ;
- Préparer des objets fictifs, des mocks.

Généralement dans les frameworks de tests unitaires, les fixtures sont mises en place dans les méthodes d'initialisation (setUp ) et de désactivation (tearDown).
On définit généralement quatre phases dans l'exécution d'un test unitaire :
1. Initialisation (set up) : définition d'un environnement de test complètement reproductible ;
2. Exercice : le module à tester est exécuté ;
3. Vérification : comparaison des résultats obtenus avec un vecteur de résultat défini. Le résultat du test est SUCCÈS ou ÉCHEC ;
4. Désactivation : désinstallation des fixtures pour laisser le système dans son état initial.